# Efremovite
L'efremovite, ainsi nommée en l'honneur du géologue russe Ivan Efremov, est un minéral de la famille des sulfates, de formule chimique (NH4)2Mg2(SO4)3. Elle cristallise dans le système cubique et ses cristaux sont blancs à gris.
Ce sulfate anhydre se forme au sein des croûtes de sulfates (en) apparaissant dans la combustion des déchets de charbon. Hygroscopique, il s'hydrate en boussingaultite dans l'air humide,.
L'efremovite est rare : elle a été décrite pour la première fois en 1989 dans le bassin houiller de Tcheliabinsk (Oural du sud, Russie), puis a été signalée dans des mines de charbon européennes. On la trouve en association avec le soufre natif, la kladnoïte (it), la mascagnite et la boussingaultite.